# Canarium perlisanum
Canarium perlisanum es una especie de árbol perteneciente a la familia Burseraceae. Es endémica de Malasia.  Está considerada en peligro de extinción por la pérdida de hábitat. 
Es un pequeño árbol del que se conoce una sola colección de Perlis (Kaki Bukit). Se encuentra en el matorral húmedo sobre  colinas de piedra caliza.

## Taxonomía
Canarium perlisanum fue descrita por  Leenh. y publicado en Blumea 8: 186, en el año 1955.